# Лебедев, Владимир Петрович
Владимир Петрович Лебедев (1869, Москва — 1939, Ленинград) — русский советский поэт, прозаик, переводчик.

## Биография
Оставшись сиротой, воспитывался в доме дяди, прозаика Н. К. Лебедева. Начало литературной деятельности приходится на 1888—1889 годы и отмечено сильным влиянием А. Н. Майкова. Много печатался в периодике, был участником «пятниц» у К. К. Случевского. В 1900—1910-е сотрудник «Финляндской газеты» в Гельсингфорсе, где регулярно публиковал переводы финских и шведских писателей. 26 ноября 1916 в Петрограде выступал с С. А. Есениным на первом закрытом «Литературно-музыкальном вечере молодых поэтов и писателей». После Октябрьской революции жил в Ленинграде, работал в разных издательствах. Писал драматические произведения и оперные либретто, являлся членом Ленинградского общества драматических и музыкальных писателей.

## Публикации
Издал поэтические сборники «Тихие песни: стихотворения 1889—1900» в 1901, «Стихотворения» в 1913, а также поэму «Сказание о княгине Ольге» в 1913. Является автором ряда прозаических произведений, в основном на темы русской истории.